# Co u pana słychać?
Co u pana słychać? – książka Krzysztofa Kąkolewskiego, będąca zapisem wywiadów, jakie autor przeprowadził w latach 70. głównie w Republice Federalnej Niemiec (jedna rozmowa miała miejsce w Stanach Zjednoczonych) z byłymi wojskowymi, naukowcami i funkcjonariuszami aparatu administracyjnego III Rzeszy, którzy w czasie II wojny światowej popełniali zbrodnie na ziemiach polskich i w innych krajach.
Fragmenty tych rozmów autor publikował najpierw w tygodniku „Literatura”. W formie książkowej pod tytułem Co u pana słychać? po raz pierwszy zostały wydane w 1975, w późniejszych wydaniach (w latach 1978 i 1981) książka była poszerzana o nowe rozmowy. Dokonywano również jej adaptacji scenicznych oraz zaadaptowano jako spektakl teatru telewizji.
Książka nie jest zwykłym zapisem rozmów, lecz zawiera też elementy dziennikarstwa śledczego i klasycznego reportażu. W wywiadach ze swoimi bohaterami, którzy w momencie przeprowadzania wywiadów najczęściej cieszyli się powszechnym szacunkiem i prowadzili ustabilizowane życie w RFN i USA, autor konfrontuje ich z ich wojenną przeszłością. Sprawia to, że książkę można uznać za pierwsze dzieło nowego gatunku stworzonego przez Kąkolewskiego – reportażu psychologicznego.

## Geneza książki
Do pracy nad swoją książką Krzysztof Kąkolewski przystąpił na początku 1973 r.
Wyjazd do Republiki Federalnej Niemiec poprzedził dwumiesięcznymi konsultacjami w Głównej Komisji Badania Zbrodni Hitlerowskich w Polsce, podczas których wspólnie z jej pracownikami wybrał osiem postaci, z którymi zamierzał przeprowadzić wywiady. Nie wszystkie planowane rozmowy doszły do skutku, podczas podróży w 1973 r. i w późniejszych latach autorowi udało się za to spotkać również z innymi byłymi nazistami, ostatecznie książka zawiera więc wywiady z dziesięcioma osobami.
Postacie te zostały wybrane według specjalnego klucza. Wszyscy byli sądzeni za zbrodnie, najczęściej w latach 40., zostali jednak uniewinnieni, lub odbyli tylko niewielką część kary. W momencie przeprowadzania rozmów zajmowali w RFN i USA wysoką pozycję społeczną, ciesząc się z reguły szacunkiem społeczeństwa.

## Treść
Przed Wielkanocą 1973 Krzysztof Kąkolewski wylądował we Frankfurcie nad Menem, który wybrał na swoją bazę wypadową w podróżach po Niemczech. Poprzez przyjaciela w lewicowym klubie młodzieżowym we Frankfurcie nawiązał kontakt z niejakim Adalbertem W., który miał mu pomagać w rozmowach jako tłumacz. Adalbert, który urodził się w Polsce, pracował wówczas jako asystent na wydziale fizyki na uniwersytecie we Frankfurcie i miał lewicowe przekonania. Podczas drugiego wyjazdu do Niemiec autor korzystał z pomocy innego tłumacza, Petera. W rzeczywistości rozmowa przez tłumaczy była wybiegiem taktycznym Kąkolewskiego, który dobrze znał niemiecki, nie chciał jednak tego okazywać wobec swoich rozmówców.
W wywiadach ze swoimi rozmówcami autor często zadawał pytanie „Co u pana słychać?” (niem. Wie geht es Ihnen?), które stało się też tytułem książki. Stereotypowość pytania, wynikającego z konwenansu towarzyskiego, była celowym zabiegiem stylistycznym Kąkolewskiego, który w ten sposób podkreślał kontrast pomiędzy zbrodniczą działalnością swoich rozmówców w czasie wojny a ich ówczesnym życiem. Pytanie było również rodzajem prowokacji zmuszającej rozmówców do refleksji nad ich nazistowską przeszłością.
Kąkolewski kolejno odnajdywał i przeprowadzał rozmowy z następującymi osobami:
- Hans Fleischhacker – profesor biologii i antropolog na Uniwersytecie Johanna Wolfganga Goethego we Frankfurcie nad Menem, „badania naukowe” prowadził już podczas wojny. W obozie koncentracyjnym Auschwitz-Birkenau wybrał 115 więźniów, których następnie zamordowano, aby mogli stać się eksponatami w muzeum rasy w Strasburgu. Antropologią zajmuje się do dzisiaj, korzystając wciąż z tych samych formularzy co podczas wojny. Nie ma sobie nic do zarzucenia, twierdząc:

Sąd przekonał się, że nic nie wiedziałem. Opieram się na wyroku sądu. Byłoby nielojalnością wobec sądu jeszcze raz udowadniać przed kimkolwiek swoją niewinność [...] To były normalne badania, rutyna.

- Hermann Stolting – adwokat prowadzący kancelarię we Frankfurcie nad Menem, prezes niemieckiego Towarzystwa Ochrony Zwierząt i gorący orędownik ich praw. W przeciwieństwie do prof. Fleischhackera niechętnie zgadza się na rozmowę, swojej pracownicy nakazuje też protokołowanie wywiadu. W czasie wojny Stolting był prokuratorem w Bydgoszczy, wielokrotnie żądającym kary śmierci, również za drobne przestępstwa, np. kradzieże. Na uwagę Kąkolewskiego, że w Polsce nie karano śmiercią za kradzież, odpowiada:

To było zgodne z niemieckimi prawami. Bydgoskie było tylko dwadzieścia lat pod władzą polską. To były niemieckie ziemie i tam były niemieckie prawa.

Stolting do dzisiaj jest przekonany, że jako prokurator, który musiał być obecny również podczas wykonywania wyroków śmierci, jedynie dobrze i sumiennie wykonywał swoje obowiązki. Kiedy Kąkolewski wątpi, czy czasy podawane w protokołach wykonywania wyroków były zgodne z prawdą, odpowiada oburzony:

Wszystko było skrupulatnie mierzone stoperem. Podawano czas od momentu, gdy kat meldował, że urządzenie jest gotowe. Potem mierzono czas od chwili, gdy wprowadzono skazańca do celi skazania – do momentu, gdy prokurator mówił: „Kacie, spełnij swój obowiązek” – i wreszcie czas od tej chwili do momentu, gdy kat odpowiedział: „Wyrok wykonano” [...] Prokurator musiał przeczytać uzasadnienie odmowy prośby o łaskę. Można to było czytać powoli i znęcać się w ten sposób nad skazanym. Ja czytałem bardzo szybko.

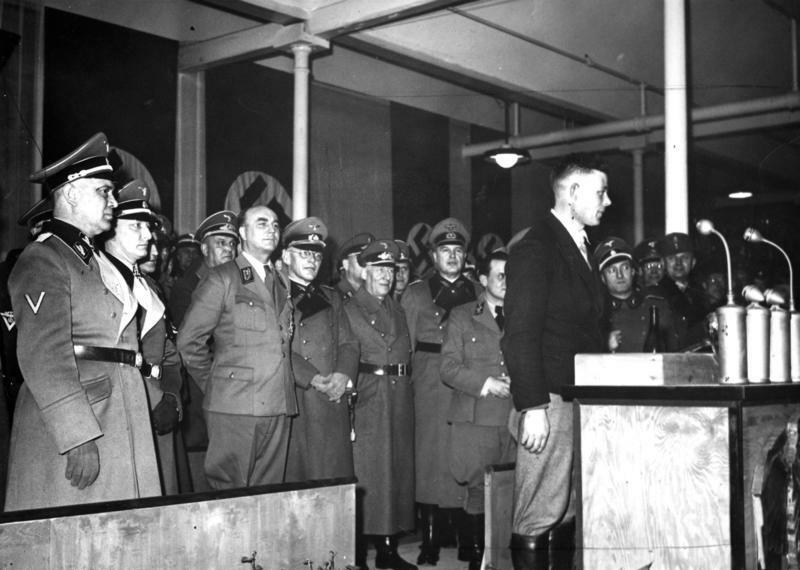
Uroczystość w Łodzi z okazji osiedlenia milionowego niemieckiego przesiedleńca w Kraju Warty. Na zdjęciu widoczny również namiestnik Kraju Warty Arthur Greiser

- Otto von Fircks – baron, z arystokratycznej, sięgającej korzeniami średniowiecza, rodziny, deputowany do Bundestagu z ramienia CDU. Podczas wojny był szefem sztabu SS do spraw przesiedleń na powiat gnieźnieński, odpowiedzialnym za osiedlanie Niemców, przeważnie z krajów bałtyckich, w gospodarstwach, z których wypędzono Polaków. Fircks właśnie wygrał proces o zniesławienie z Arturem Sahmem, działaczem SPD, który zarzucał mu zbrodnie wojenne. W rozmowie z Kąkolewskim, która ma miejsce w siedzibie Bundestagu w Bonn, Fircks przesiedlenia traktuje jako nieuniknione zło historii i wskazuje na zbrodnie popełniane też przez inne narody:

Tu nie ma nic, co wskazywałoby, że robiłem coś, co mogłoby mnie obciążyć. O ile pamiętam, chciał Pan zapytać mnie o wysiedlenia. Chętnie mogę o tym mówić: przesiedlenia sięgają grecko-tureckiej wymiany [...] Również każdy Niemiec wie, jak straszne czyny zostały popełnione na Niemcach w Bydgoszczy, pod Łodzią; nikomu nie pomagamy, gdy wypominamy te straszne czyny, które narody europejskie popełniły wobec siebie

- Reinhard Höhn (w książce Kąkolewski stosuje pisownię nazwiska „Hoehn”) – założyciel i dyrektor Akademii Menadżerów Gospodarki (Akademie der Führungskräfte der Wirtschaft) w Bad Harzburg (w książce – Akademia Harzburska), autor tzw. modelu harzburskiego w zarządzaniu. W czasie wojny był doradcą Heinricha Himmlera. W 1941 pośredniczył w przekazaniu Himmlerowi memoriału lekarza Adolfa Pokornego, w którym ten wysunął koncepcję sterylizacji całych narodów przy pomocy soku z rośliny tropikalnej Caladium seguinum. Höhn ze śmiechem wypiera się odpowiedzialności, twierdząc, że pismo „wariata” Pokornego bez jego wiedzy przesłali dalej jego pracownicy. Większość rozmowy z Kąkolewskim poświęcona jest postaci Himmlera, którym Höhn jest wyraźnie zafascynowany:

Jeśli siedziało się naprzeciwko niego, miało się wrażenie, że jest skromnym, poważnym nauczycielem [...] Prywatnie Himmler MIAŁ DUŻO SERCA. Pisał bardzo, bardzo miłe listy urodzinowe. Kiedy poznał moją żonę, był iście po kawalersku szarmancki [...] gdy się pisze książki o Himmlerze jako o krwawym psie – to nie jest Himmler. Świat Himmlera [...] był to świat dziwnie rozdwojony [...] Do dziś myślę o nim – jako o nich, ponieważ Himmler to byli dwaj ludzie.

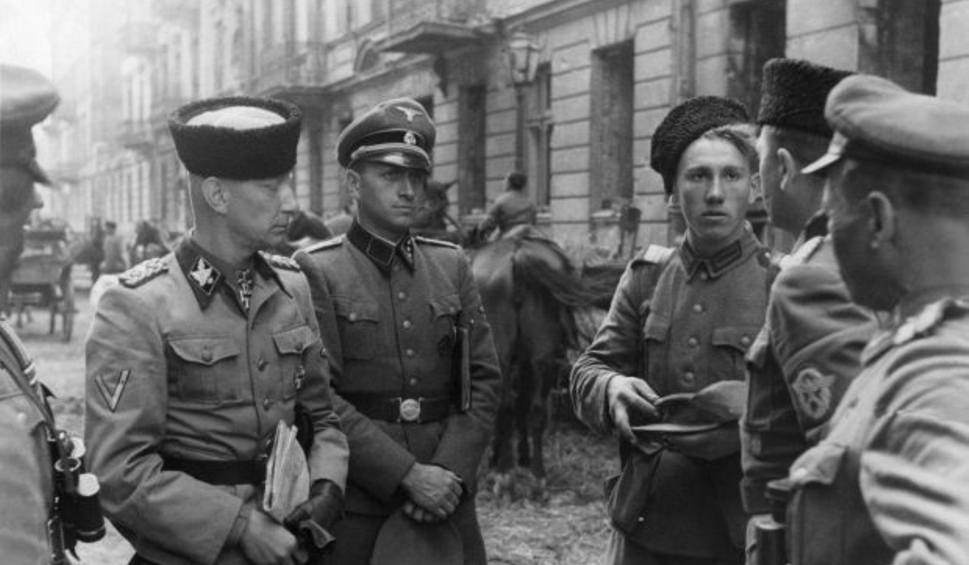
Heinz Reinefarth (pierwszy z lewej) z oddziałem Kozaków podczas powstania warszawskiego

- Heinz Reinefarth – były generał SS i policji, odpowiedzialny za zbrodnie wojenne podczas tłumienia powstania warszawskiego, nazywany „katem Warszawy”. W momencie rozmowy pracuje jako adwokat na wyspie Sylt, gdzie kiedyś był też burmistrzem miasta Westerland. Powstanie i masakry w Warszawie są głównym tematem wywiadu, który Kąkolewski przeprowadza na wyspie, w domu Reinefahrta. Były generał opowiada m.in., jak jego żołnierze znaleźli serce Fryderyka Chopina w zniszczonym kościele Świętego Krzyża w Warszawie, myśląc, że to relikwia jakiegoś świętego. Sam Reinefarth poznał od razu, że to serce kompozytora, sam też interesuje się muzyką, gra Beethovena i Mozarta. Reinefarth nie czuje się winny zbrodni popełnianych przez jego żołnierzy, na zarzuty Kąkolewskiego, że mordowano też ludność cywilną, dzieci i kobiety, odpowiada:

To było nie do odróżnienia, kto jest ludnością cywilną, bo nie wszyscy nosili opaski [...] Kobiety też walczyły. Jedna kobieta, strzelec wyborowy, broniła sama jedna jakiegoś banku [...] Dzieci też walczyły [...] Żołnierze opowiadali: „Dzieci do nas strzelają, więc my strzelamy do dzieci” [...] Ja potępiam te egzekucje nie od dziś, ale wtedy także. Dochodziły mnie meldunki i wtedy odwoływałem egzekucje, ale tylko wtedy, gdy dochodziły mnie meldunki.

- Alexander Dolezalek (pisownia imienia u Kąkolewskiego – „Aleksander”) – szef planowania sztabu osadnictwa SS w Kraju Warty, gdzie zajmował się podobnymi zadaniami co Otto von Fircks, po wojnie członek kierownictwa Ośrodka Studiów Ogólnoeuropejskich (Gesamteuropäisches Studienwerk) we Vlotho. Podczas wojny razem z Fircksem i Konradem Meyerem, kolejnym rozmówcą Kąkolewskiego, realizowali w praktyce założenia Generalnego Planu Wschodniego (Generalplan Ost), zakładającego wypędzenie Polaków i osadnictwo Niemców. Dolezalek w rozmowie z Kąkolewskim twierdzi, że już przed wojną interesował się Wschodem, kilkakrotnie był w Polsce, fascynował się postacią Józefa Piłsudskiego. Sprawiło to, że już po zajęciu Polski w 1939 opracował memoriał w sprawie narodu polskiego, w którym proponował zniemczenie inteligencji i bogatszych warstw oraz „neutralizację” i wysiedlenie reszty; planem tym, jak twierdzi, naraził się swoim przełożonym. Kwestiami narodowościowymi i planowaniem nowych granic zajmował się nawet pod koniec wojny, już w obliczu zbliżającej się klęski Niemiec. W rozmowie z Kąkolewskim Dolezalek twierdzi, że wyżsi oficerowie Waffen-SS, do której należał, planowali zamach stanu i obalenie Hitlera, a on sam w ramach przygotowań do tego spisku opracował nowy Generalplan – „plan pokoju”, w którym tak wyobrażał sobie – nawet po przegranej przez Niemcy wojnie – przyszłą Europę i granice z Polską:

Jako szef Głównego Wydziału Planowania w Głównym Urzędzie SS ustawiłem na szachownicy przyszłej Europy trzydzieści sześć jej narodów. Nie uwierzy mi pan, ale idea była podobna do dzisiejszej wspólnoty [...] Polska [...] miałaby swoje miejsce [...] Poznań miał zostać przy Polsce, ale (Dolezalek uśmiecha się przepraszająco) mały obszar wokół Poznania miał zostać przy Polsce. Wszystkie tereny, gdzie mieszkali Niemcy, zostałyby przy Niemczech. Katowice w Polsce, ale tylko z tymi obszarami Śląska, które wam przypadły w plebiscycie. To, co przyłączono w wyniku powstań śląskich, wróciłoby do Niemiec. Pomorze stanowiłoby kondominium niemiecko-polskie, które było poszerzeniem Wolnego Miasta Gdańska.

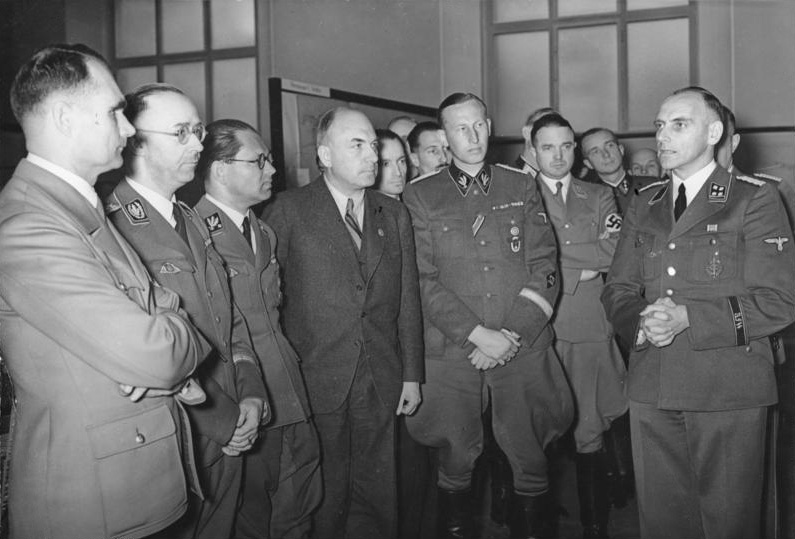
Konrad Meyer (pierwszy z prawej) opowiada o niemieckich planach podczas wystawy „Planowanie i budowa na Wschodzie” w Berlinie w 1941. Na zdjęciu widoczni również Rudolf Heß, Heinrich Himmler i Reinhard Heydrich

- Konrad Meyer – generał, jeden z głównych architektów Generalplan Ost, spotkanie z nim Kąkolewskiemu zaproponował sam Dolezalek. Meyer (który zmarł kilka tygodni po rozmowie z Kąkolewskim) częściowo powtarza argumenty Fircksa i Dolezalka, uważa, że w interesie dobrych stosunków pomiędzy Polską a RFN nie warto wracać do przeszłości. Opowiadając o swojej pracy, wspomina o trudnościach, z jakimi się wiązała:

Himmler liczył, że kolonizacja Wschodu może być zrealizowana w ciągu kilku miesięcy. Odpowiedziałem, że musi być zrobione zestawienie: nasycenia drogami, kolejami, jakie wsie, miasta, mają być zbudowane, ile materiałów do tego potrzeba, muszą być obliczone koszty. Tak, wstawiłem koszty do tego planu, ale po to, by ostrzec, jak utopijni są tacy jak Wetzel, którzy się spieszyli. Plan, który powstał pod moim kierownictwem, przewidywał przebudowę Wschodu przez dwadzieścia pięć lat od zakończenia wojny.

- Rolf-Heinz Höppner (u Kąkolewskiego błędnie Heinz Rolf Höppner) – szef Sicherheitsdienst w Kraju Warty. 16 lipca 1941 przesłał Adolfowi Eichmannowi notatkę służbową, w której zaproponował zmechanizowanie procesu zabijania więźniów w obozach koncentracyjnych przy użyciu „szybko działającego środka”. Owocem notatki było utworzenie obozu zagłady w Chełmnie nad Nerem, pierwszego na ziemiach polskich, później utworzenie też innych ośrodków eksterminacji, przede wszystkim w ramach tzw. ostatecznego rozwiązania kwestii żydowskiej. Rola Höppnera w tych działaniach była objęta ścisłą tajemnicą, dlatego po wojnie, chociaż początkowo został skazany w Polsce na dożywotnie pozbawienie wolności, po 10 latach odbywania wyroku został zwolniony w ramach amnestii, potem ślad po nim zaginął. O odnalezienie Höppnera prosi Kąkolewskiego, już po ukazaniu się pierwszego wydania Co u pana słychać?, prawnik Julian Leszczyński, który prowadzi przeciwko niemu prywatne śledztwo. Zdaniem Leszczyńskiego Höppner za zbrodnie nazistowskie ponosi odpowiedzialność nawet większą od Eichmanna i Hansa Franka, ponieważ opracował koncepcję masowego zabijania ludzi w obozach.

Dziennikarz w poszukiwaniu Höppnera po raz kolejny wyjeżdża do Niemiec, tym razem korzysta z pomocy innego tłumacza – Petera. Z Höppnerem, który mieszka w Bad Godesberg, udaje mu się skontaktować tylko telefonicznie. Höppner nie chce jednak rozmawiać o przeszłości, mówiąc Kąkolewskiemu:

Jest pan młodszy ode mnie. Jestem stary. Mam życie za sobą i nie obawiam się, że mnie pan oskarży. Szukam tylko spokoju.

Nieusatysfakcjonowany wynikiem rozmowy Kąkolewski postawia śledzić Höppnera i odkrywa, że pracuje on w wydawnictwie „Domus”, zbierającym relacje nazistowskich kombatantów. Dalsze próby nawiązania kontaktu nie przynoszą jednak rezultatu.

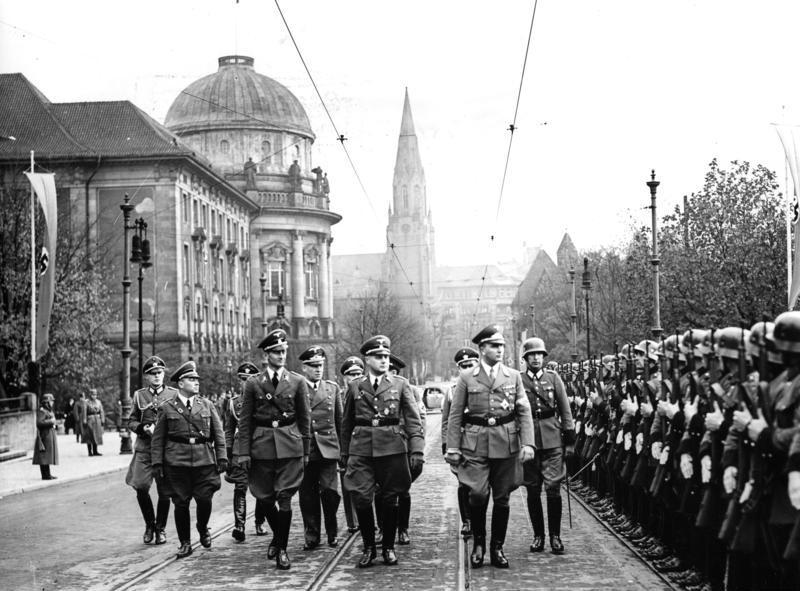
Wilhelm Koppe i Arthur Greiser przed kompanią honorową Wehrmachtu (Poznań, listopad 1939)

- Wilhelm Koppe – od 1939 dowódca policji i SS w Kraju Warty, od 1943 tę samą funkcję pełnił w Generalnym Gubernatorstwie. Jednocześnie sprawował urząd sekretarza do spraw bezpieczeństwa rządu GG, będąc praktycznie odpowiedzialnym za większość zbrodni nazistowskich w Polsce. Jego nazwisko znajdowało się na liście szczególnie szkodliwych funkcjonariuszy niemieckiego aparatu terroru w okupowanej Polsce, którzy z wyroku podziemnego sądu zostali skazani na śmierć tzw. Akcji Główki. W lipcu 1944 oddział batalionu „Parasol” Armii Krajowej dokonał nieudanego zamachu na jego życie. O zamachu tym chce również rozmawiać Kąkolewski, do spotkania jednak nie dochodzi. Dziennikarzowi udaje się skontaktować tylko z synem Wilhelma Koppe, od którego dowiaduje się, że jego ojciec już nie żyje.

- Przedostatni rozdział książki Co u pana słychać wyjątkowo nie jest wywiadem, lecz reportażem z wiecu neonazistowskiej Narodowodemokratycznej Partii Niemiec (NPD) we Frankfurcie nad Menem. Autorowi z tłumaczem Peterem udaje się wmieszać w tłum neonazistów. Obserwuje ich ubiór i zachowanie, przegląda liczne pamiątki, broszury i książki o wymowie skrajnie nacjonalistycznej (narodowo-socjalistycznej), które można kupić na stoiskach, wreszcie jest świadkiem marszu neonazistów przez miasto i ich starcia z atakującymi pochód lewicowcami.

- Hubertus Strughold – lekarz, podczas wojny wspólnie z Siegfriedem Ruffem w obozie koncentracyjnym w Dachau w symulatorze prowadził badania nad wpływem lotów na dużych wysokościach na organizm człowieka, wykorzystując do tego celu więźniów, z których wielu zmarło w męczarniach podczas tych eksperymentów. Po wojnie został przejęty przez Amerykanów i kontynuował prace badawcze w USA, gdzie nazwano go „ojcem medycyny kosmicznej”. W poszukiwaniu Strugholda Kąkolewski wyjeżdża do San Antonio w Teksasie, gdzie udaje mu się skontaktować z nim dopiero po wielu staraniach. Przeprowadzają rozmowę o lotach kosmicznych i pracy Strugholda, naukowiec nie odczuwa jednak wyrzutów sumienia. Wypiera się znajomości z Ruffem i prowadzenia doświadczeń na ludziach, twierdzi, że był antyfaszystą, nie obawia się też ataków prasy amerykańskiej na siebie:

Byłem bardzo przeciwny Hitlerowi. Byłem przyjacielem brata Stauffenberga, który rzucił bombę na Hitlera, a potem przyjaciele Stauffenberga byli na czarnej liście [...] To nie moje doświadczenia, ja tylko na zwierzętach [...] To [oskarżenie o współpracę z nazistami] wybucha mniej więcej co pięć lat, ucicha i potem mnie przepraszają [...] Dawniej każdy, kto był z Niemiec, był kryminalistą, ale to się skończyło [...] Nigdy nie odważą się mnie oskarżyć.

## Recepcja książki
W Polsce książka Krzysztofa Kąkolewskiego Co u pana słychać? spotkała się z dużym zainteresowaniem jeszcze przed jej publikacją, głównie dzięki fragmentom publikowanym przez tygodnik „Literatura”. Książka wywoływała kontrowersje, w telewizyjnym programie „Forum” oskarżono autora nawet o zdradę. Żywa wtedy jeszcze pamięć zbrodni nazistowskich powodowała, że wielu oponentów Kąkolewskiego nie rozumiało celu wydawania takiej pozycji. Próby rozwikłania zagadki psychiki zbrodniarzy, dojścia do motywów, które nimi kierowały, mogły nawet sprawiać wrażenie, że autor próbuje uczłowieczyć swoich bohaterów.
Książka po przetłumaczeniu na język niemiecki wywołała w Niemczech Zachodnich publiczną dyskusję na ten temat i w konsekwencji doprowadziła 3 listopada 1977 roku do zwolnienia Alexandra Dolezalka z zajmowanego stanowiska przez władze Ośrodku Studiów Ogólnoeuropejskich (Gesamteuropäisches Studienwerk) Instytutu Wschód-Zachód, w którym pracował.
Obecnie nowatorstwo Krzysztofa Kąkolewskiego w podjęciu tematu i obranej formie jest doceniane. Zdaniem Barbary Stanisławczyk Kąkolewski „stworzył nowy gatunek – reportaż psychologiczny. Stał się klasykiem za życia”.
Wśród zwykłych czytelników książka spotkała się z ogromnym zainteresowaniem. W latach 70. dwukrotnie została również zaadaptowana na scenę: spektakle oparte na jej motywach wystawiły Teatr Popularny w Warszawie i Teatr Śląski w Katowicach, a w listopadzie 1991 miała miejsce premiera spektaklu teatru telewizji Co u pana słychać? w reżyserii Andrzeja Sapiji.